# Johann Christian Gottlieb Ackermann
Johann Christian Gottlieb Ackermann (Zeulenroda, 17 de fevereiro de 1756 – Altdorf, 9 de março de 1801) foi um médico alemão.

## Biografia
Ackermann frequentou a Universidade de Jena com apenas quinze anos de idade e encontrou em Ernst Gottfried Baldinger, um dedicado mestre. Os dois transferiram-se para Göttingen, onde estudou, além da Medicina, as ciências clássicas, como aluno de Christian Gottlob Heyne. Ackermann foi promovido em 1775 para docente privado na Faculdade de Medicina de Halle, onde viveu por dois anos. Depois, retornou para Zeulenroda para a prática da medicina e da física. Em 1786, aceitou um convite para trabalhar em Altdorf, onde foi nomeado professor de Química. Em 1794 aceitou um posto na cadeira de medicina aplicada e, ao mesmo tempo, uma posição como chefe do hospital local para os pobres. Morreu aos 45 anos de tuberculose.
O foco principal dos trabalhos científicos de Ackermann reside em seus estudos históricos das ciências médicas durante a Idade Média. Colecionou diversos escritos médicos raros e traduziu publicações estrangeiras para o alemão.

## Publicações
- Regimen sanitatis Salerni, Stendal, 1790
- Institutiones historicae medicinae, Nuremberg, 1792
- Bemerkungen über die Kenntnis und Kur einiger Krankheiten, 7 livretos no idioma alemão antigo, 1794-1800